# 稔平半岛
|  |

稔平半岛，中國廣東省惠州市惠东县南端，從稔山至平海的半島，是惠東縣城蓮花山脈以南的沿海丘陵区，面积742平方公里。
渔、盐業發達，儘管常年被颱風吹襲，每年毀壞可觀；近年積極興建太平嶺核電站、中國科學院重離子加速器、海上風電場、液化天然氣船停泊港（LNG接收站）等能源設施。2020年南方水災時，稔平半岛雨量直追2005年黑龍江沙兰镇小学山洪。

## 地理

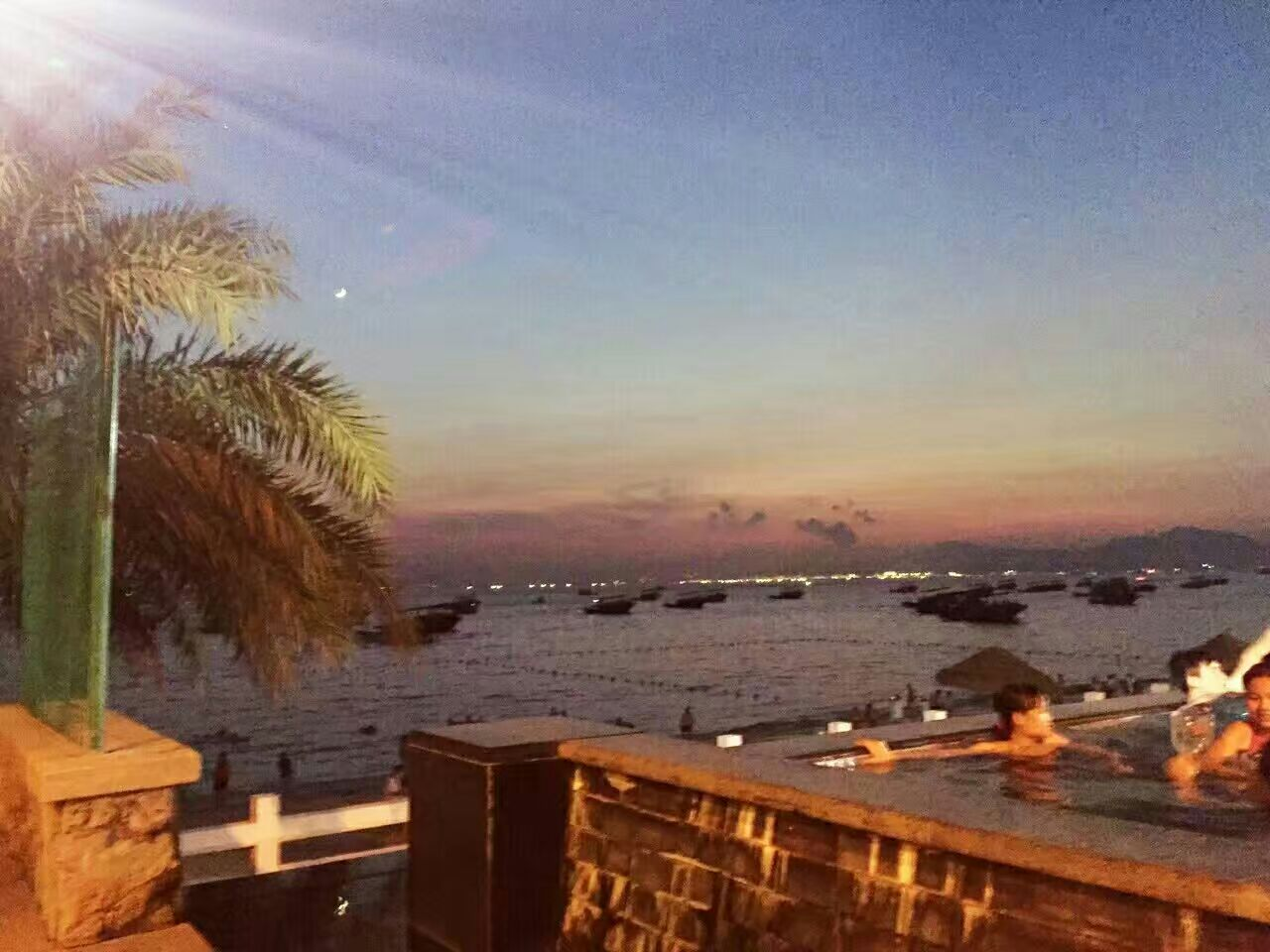
巽尞灣夜景

半島東邊有內灣考洲洋，內有红树林湿地和白鷺。半島最南端的惠东港口海龟自然保护区面积1400公顷，是中國大陸唯一以海龟為保護目錄的国家级自然保护区。
黃埠鎮年均降雨量1999.6毫米，丰水年降雨量2962毫米。

## 氣候
2017年颱風天鴿8月23日登陸廣東，又正值天文大潮，村鎮廣泛海水倒灌。
2018年颱風山竹吹襲，惠东縣停电率70%以上的有3个镇盡在稔平半岛（平海、港口、黄埠），連同巽寮度假區，三大中國通讯运营商在此4地基本瘫痪。惠东渔业（惠東漁業主要在稔平半岛）受打击，有2.6万亩以上鱼塘遭到破坏，近3000吨渔业养殖产品损失，直接经济损失达1.9亿元。
2020年中國南方水災期間，6月7日08时-8日08时，黄埠鎮降雨量380.4毫米，冠絕全廣東。雨量直追2005年黑龍江沙兰镇小学山洪（117~200+學生死）。

## 能源設施

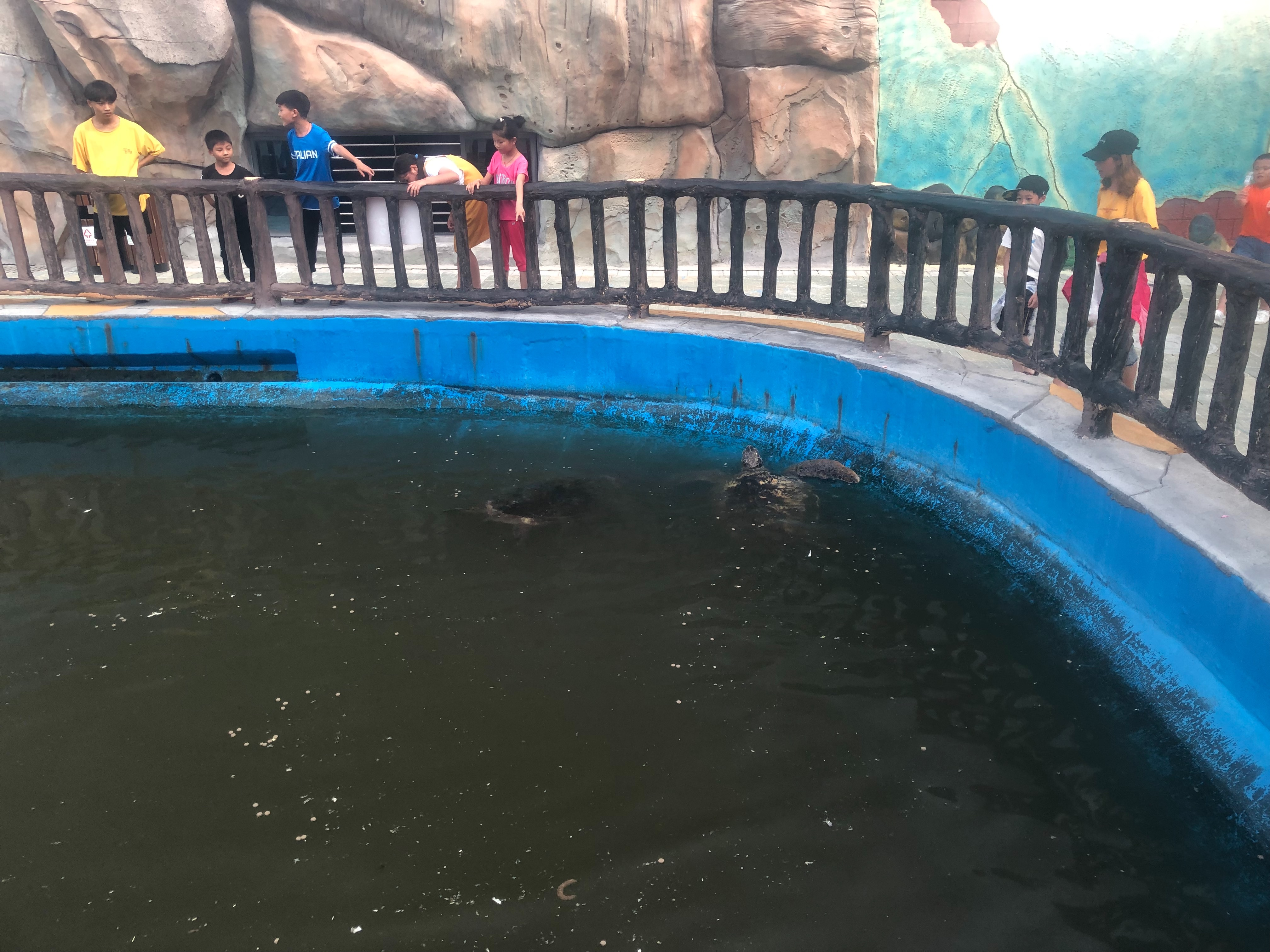
惠东港口海龟自然保护区

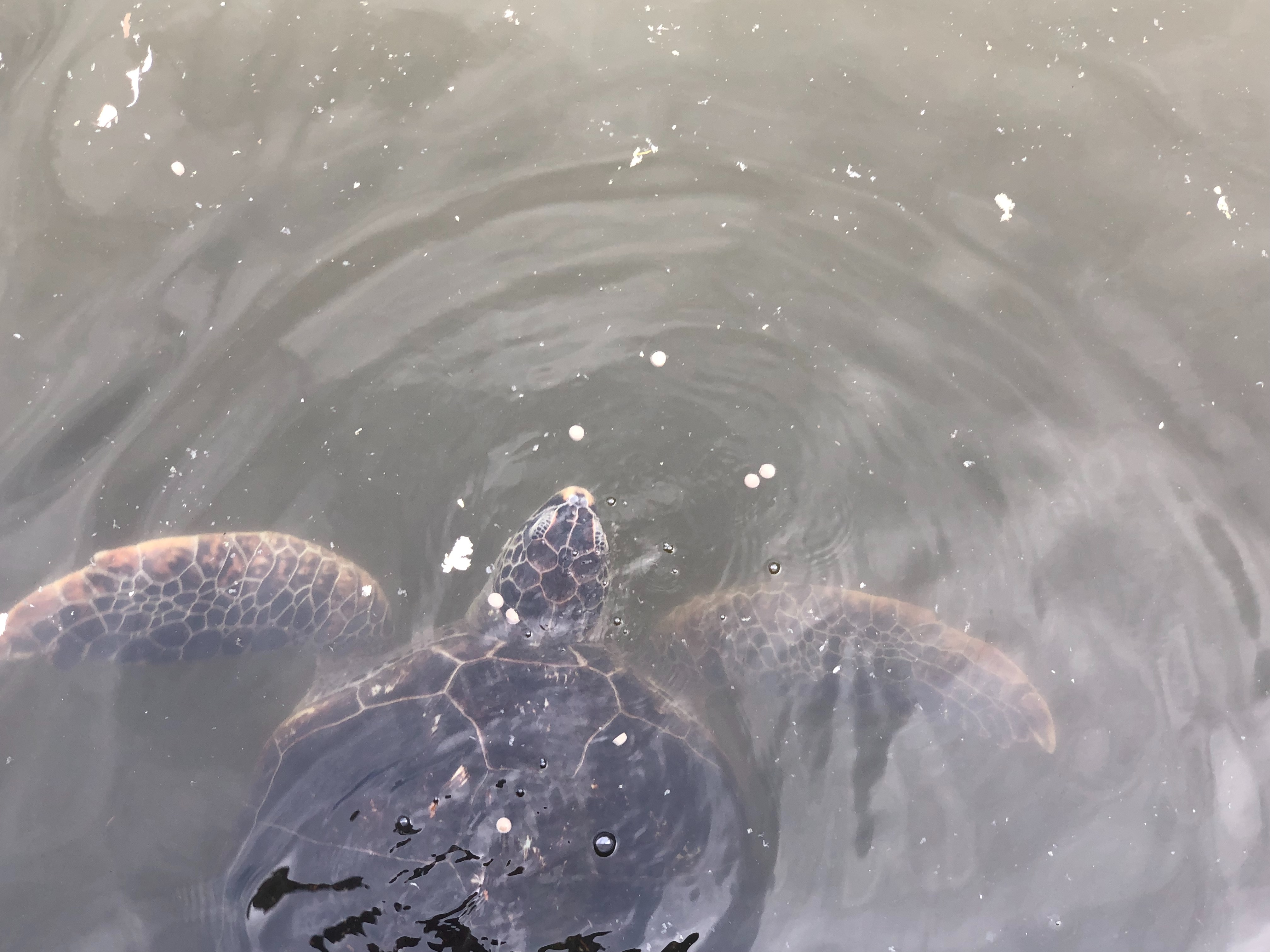
上圖海龟

|  |

### 核能

#### 重離子加速器（中國科學院）
“十二五”国家重大科技基础设施有2項落戶稔平半島黃埠鎮，所謂「中國科學院两大科学装置」——「强流重离子加速器」（HIAF）将會是全世界脉冲束流强度最高的重离子加速器，已于2018年开工，工期7年；「加速器驱动嬗变研究装置」（CiADS）將會是国际第一个ADS系统研究装置，2020年开工，工期6年。总投资超过68亿元。而總管兩大裝置的总部（含科研綜合樓、职工食堂等），則建在惠州惠城區。

#### 核电厂
太平岭核电厂落戶稔平半島黃埠鎮龙仔村的山腳。2019年獲国家能源局颁发建造许可，是继大亚湾核电站、岭澳核电站、阳江核电站、台山核电站和陆丰核电站之后，中国广核集团在广东省的又一核电站，总投资約1200亿元。建设6台核电机组，預計年供电500多亿千瓦时。

### 液化天然氣接收站
液化天然氣（LNG）船的停泊港口，即所謂液化天然氣（LNG）接收站，即將建在稔平半島平海鎮碧甲村平海电厂北侧、惠东港區碧甲作业区内，稱惠州LNG接收站，至2020年3月處於環評階段。接收站设计周转量为400万吨/年，接收天然气单位产品耗电量61.25千瓦时/万吨。

### 風電場

#### 海上
惠東港口海上风电场一期工程預計2021年完工，是設在半島南端港口滨海旅游度假区的南面海域對開30公里的離岸風力發電設施，涉海面积约173平方公里，水深在30－40米之间。總规划总装机容量为1000兆瓦，工程一期规划400兆瓦。

#### 陸上
惠东东山海风电场座落稔平半島東岸黄埠鎮觀音山一带，已建成25座风车。